# Natalia Dyer
Natalia Danielle Dyer (Nashville, 13 de janeiro de 1995) é uma atriz norte-americana, mais conhecida por interpretar Nancy Wheeler na série de televisão Stranger Things da Netflix.

## Carreira
O primeiro papel de Dyer na televisão foi como Clarissa Granger em Hannah Montana: O Filme em 2009. Em 2011, ela apareceu em The Greening of Whitney Brown. Também estrelou o filme independente I Believe in Unicorns, que estreou em 2014 no SXSW.
Em 2016, Dyer foi escalada como Nancy Wheeler na série Stranger Things da Netflix. Em 2019, estrelou como Coco no filme de terror da Netflix, Velvet Buzzsaw.

## Vida pessoal
Dyer nasceu e foi criada em Nashville, Tennessee, graduou-se na escola de artes Nashville School of the Arts. Em 2014, se mudou para Nova York e se matriculou na Universidade de Nova York, estudando na Gallatin School of Individualized Study.
Desde 2017, está em um relacionamento com seu colega de elenco em Stranger Things, Charlie Heaton.

## Filmografia

### Cinema
| Ano  | Título                           | Papel                | Nota           |
| ---- | -------------------------------- | -------------------- | -------------- |
| 2009 | Hannah Montana: O Filme          | Clarissa Granger     |                |
| 2010 | Too Sunny for Santa              | Janie                | Curta-metragem |
| 2011 | The Greening of Whitney Brown    | Lily                 |                |
| 2012 | Blue Like Jazz                   | Grace                |                |
| 2014 | I Believe in Unicorns            | Davina               |                |
| 2014 | The City at Night                | Adeline              | Curta-metragem |
| 2015 | Till Dark                        | Lucy                 | Curta-metragem |
| 2016 | Long Nights Short Mornings       | Marie                |                |
| 2016 | Don't Let Me Go                  | Banshee              |                |
| 2017 | Yes, God, Yes                    | Alice                | Curta-metragem |
| 2018 | Mountain Rest                    | Clara                |                |
| 2018 | After Her                        | Hailey               | Curta-metragem |
| 2019 | After Darkness                   | Clara                |                |
| 2019 | Velvet Buzzsaw                   | Coco                 |                |
| 2019 | Yes, God, Yes                    | Alice                |                |
| 2019 | The Nearest Human Being          | Monique              |                |
| 2019 | Tuscaloosa                       | Virginia             |                |
| 2021 | United States vs. Reality Winner | Reality Winner (voz) |                |
| 2021 | Things Heard & Seen              | Willis Howell        |                |
| 2023 | Chestnut                         | Annie                |                |
| 2023 | All Fun and Games                | Billie               |                |

### Televisão
| Ano           | Título                | Papel         | Nota                                  |
| ------------- | --------------------- | ------------- | ------------------------------------- |
| 2016–presente | Stranger Things       | Nancy Wheeler | Elenco principal                      |
| 2023          | Based on a True Story | Chloe Lake    | Elenco principal (primeira temporada) |

## Prêmios e indicações
| Ano  | Prêmio                     | Categoria                                             | Indicação       | Resultado | Ref.  |
| ---- | -------------------------- | ----------------------------------------------------- | --------------- | --------- | ----- |
| 2017 | Young Artist Awards        | Melhor Jovem Atriz em Série de Televisão ou Telefilme | Stranger Things | Indicado  | [ 3 ] |
| 2017 | Screen Actors Guild Awards | Melhor Elenco em Série Dramática                      | Stranger Things | Venceu    | [ 4 ] |
| 2018 | Screen Actors Guild Awards | Melhor Elenco em Série Dramática                      | Stranger Things | Indicado  | [ 5 ] |
| 2020 | Screen Actors Guild Awards | Melhor Elenco em Série Dramática                      | Stranger Things | Indicado  | [ 6 ] |